# Ящулти
Ящулти (пол. Jaszczułty) — село в Польщі, у гміні Длуґосьодло Вишковського повіту Мазовецького воєводства.
Населення — 393 особи (2011).
У 1975-1998 роках село належало до Остроленцького воєводства.

## Демографія
Демографічна структура станом на 31 березня 2011 року:
|          | Загалом | Допрацездатний вік | Працездатний вік | Постпрацездатний вік |
| -------- | ------- | ------------------ | ---------------- | -------------------- |
| Чоловіки | 189     | 41                 | 127              | 21                   |
| Жінки    | 204     | 46                 | 108              | 50                   |
| Разом    | 393     | 87                 | 235              | 71                   |